# Jolly Cola

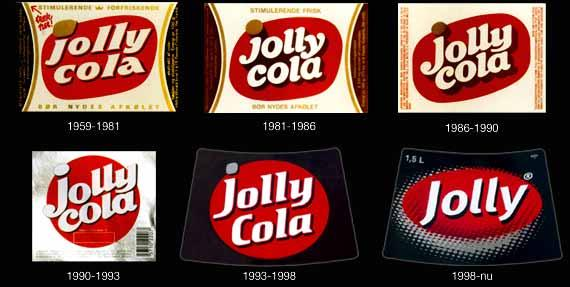
Etichette

Jolly Cola è una cola danese la cui vendita è iniziata nel 1959 ed è prodotta attualmente dalla Danish Brewery Group. Nel corso degli anni, è diventata oggetto di culto per il suo modo di essere "kitsch". È stata ideata dalla Danish Coladrink e durante gli anni sessanta deteneva i 2/3 del mercato danese delle bibite. Oggi è di proprietà della Danish Brewery Group, ma Jolly Cola detiene solo il 6% del mercato (dati 2003). Nel 2005, è iniziata una battaglia legale tra i due birrifici "Albani" e "Vestfyn", per chi gode i diritti di distribuzione della Jolly Cola. Sempre nello stesso anno la Vestfyen ha messo in vendita i seguenti prodotti: Jolly Cola, Jolly Light, Jolly Time, Jolly Orange and Jolly Energy Cola.
Comunque, nelle Isole Farøe, Jolly Cola è leader nel mercato ed è distribuita dalla Föroya Bjór.